# Iñaki Lafuente
Iñaki Lafuente Sancha (Baracaldo, Vizcaya, 24 de enero de 1976) es un exfutbolista español que jugaba de portero.
Tuvo una destacada trayectoria en el Athletic Club, donde superó los 150 partidos entre 1999 y 2007.El 20 de enero de 2008, siendo portero del RCD Espanyol, encajó por parte de Joseba Llorente el gol más rápido de la historia de Primera División.

## Trayectoria

### Inicios en Lezama y cesiones
Se formó en el fútbol base del Retuerto Sport y pasó a la cantera del Athletic Club, en edad juvenil, en 1993. El 18 de junio de 1995 debutó en Segunda División, con el Bilbao Athletic, en una derrota por 6 a 2 ante el RCD Mallorca. En el verano de 1995 fue cedido al C. D. Getxo de Tercera División y, en enero de 1996, al Sestao S. C. de Segunda División, donde fue titular indiscutible. En el verano de 1996 regresó al Bilbao Athletic, donde fue titular durante dos temporadas en Segunda B. En la temporada 1998-99 fue cedido al Elche C. F., donde disputó treinta y siete encuentros y logró el ascenso a Segunda División.

### Athletic Club
De cara a la temporada 1999-00 regresó al Athletic Club, tras la marcha de Juanjo Valencia, para competir con Imanol Etxeberria por el puesto. Además, jugó varios partidos con el Bilbao Athletic. El 10 de noviembre de 1999 debutó como rojiblanco, en Copa del Rey, en un partido ante la U. D. Melilla (2-2).El 16 de enero del 2000 debutó en Primera División, en Sevilla, contra el Real Betis (2-1). Tras una expulsión de Imanol ante el Málaga y una posterior goleada en San Mamés (0-4) ante el FC Barcelona, se ganó la titularidad para las últimas diez jornadas. Para la campaña 2000-01, el club decidió apostar por Iñaki y un joven Aranzubia. Durante esa temporada y la siguiente fue titular habitual en Liga tanto para Txetxu Rojo como Jupp Heynckes, aunque fue suplente en las últimas seis jornadas de la 2001-02.Comenzó nuevamente como titular en la temporada 2002-03, pero el técnico alemán decidió apostar por Aranzubia desde la jornada 14.Con la llegada de Ernesto Valverde, en 2003, quedó relegado a la suplencia en Liga durante sus dos temporadas como técnico.A pesar de ello, entre ambas campañas, disputó nueve de partidos de Copa y cuatro encuentros de Copa de la UEFA, incluyendo un triunfo ante el Parma y la eliminatoria ante el Austria de Viena.En agosto de 2005 renovó su contrato hasta junio de 2010.
En la campaña 2005-06, durante el mes de enero, recuperó la titularidad en Liga de la mano de Javier Clemente y acabó jugando veinte encuentros de Liga.Sin embargo, volvió a empezar la temporada 2006-07 como suplente, pero tras tres encuentros se hizo con un sitio en el once.En diciembre sufrió un percance en un entrenamiento, que le tuvo tres meses de baja y, finalmente, acabó la campaña en el banquillo.Al término de la temporada, el club decidió acometer el fichaje de Gorka Iraizoz en el que, finalmente, se incluyó la cesión del guardameta vasco.

### RCD Espanyol
El 6 de agosto de 2007 se acordó su cesión al R. C. D. Espanyol, dirigido por Ernesto Valverde, como parte del traspaso de Iraizoz al Athletic.En el equipo catalán fue suplente de Carlos Kameni, aunque fue titular en Copa del Rey.Casualmente, el 16 de enero de 2008 fue eliminado del torneo copero por el Athletic Club en la tanda de penaltis.Cuatro días después, en su segundo partido como titular en Liga, encajó en el Estadio José Zorrilla el gol más rápido de la historia de LaLiga.El tanto fue obra de Joseba Llorente a los 7 segundos.Al comienzo de la segunda mitad, se marchó lesionado en lugar de un joven debutante llamado Kiko Casilla.

### Últimos años
En 2008 regresó al Athletic Club, aunque el técnico Joaquín Caparrós no contaba con él.Finalmente, fue cedido al Sporting de Gijón en enero de 2009.Con el club asturiano jugó trece partidos, en los que encajó veintiocho goles.En julio de 2009 rescindió su último año de contrato con el Athletic.Días después fichó por el C. D. Numancia de Segunda División.En el cuadro numantino permaneció dos temporadas, retirándose en 2011.

### Carrera posterior
En 2012 fue contratado como preparador de porteros de la S. D. Eibar de Gaizka Garitano.En noviembre de 2015 fichó por el Barakaldo C. F., donde ejerció la misma función hasta 2019.En el verano de 2019 regresó a la cantera del Athletic Club para ser entrenador de porteros de las categorías inferiores.Tras cinco temporadas, lla última como preparador de porteros del CD Basconia, abandonó el club rojiblanco en 2024.

## Clubes
| Club                            | País   | Año       |
| ------------------------------- | ------ | --------- |
| Bilbao Athletic                 | España | 1995-1999 |
| C. D. Getxo (cesión)            | España | 1995-1996 |
| Sestao S. C. (cesión)           | España | 1996      |
| Elche C. F. (cesión)            | España | 1998-1999 |
| Athletic Club                   | España | 1999-2009 |
| R. C. D. Espanyol (cesión)      | España | 2007-2008 |
| Real Sporting de Gijón (cesión) | España | 2009      |
| C. D. Numancia                  | España | 2009-2011 |